# Minneburg
Die Minneburg ist die Ruine einer Höhenburg im Neckartal auf der Gemarkung des Neckarkatzenbacher Gemeindewaldes im Neckar-Odenwald-Kreis in Baden-Württemberg. Die Burg überragt das direkt auf der gegenüberliegenden Neckarseite befindliche Neckargerach und war geschichtlich eng mit dessen am Fuße des Burgbergs Schlossrücken liegenden Ortsteil Guttenbach verbunden.

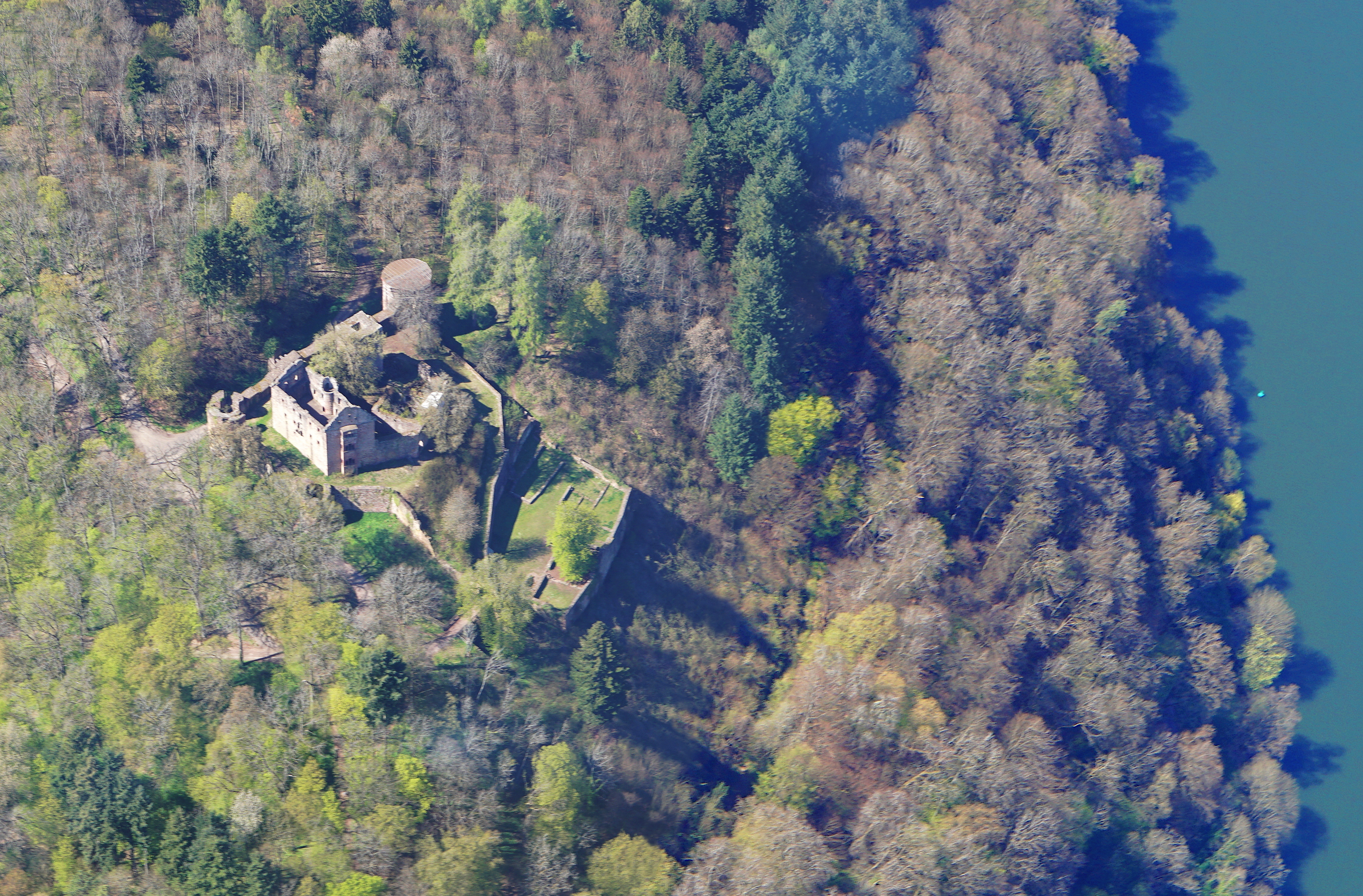
Die Minneburg aus der Luft, Blick in Süd-Nord-Richtung

## Geschichte

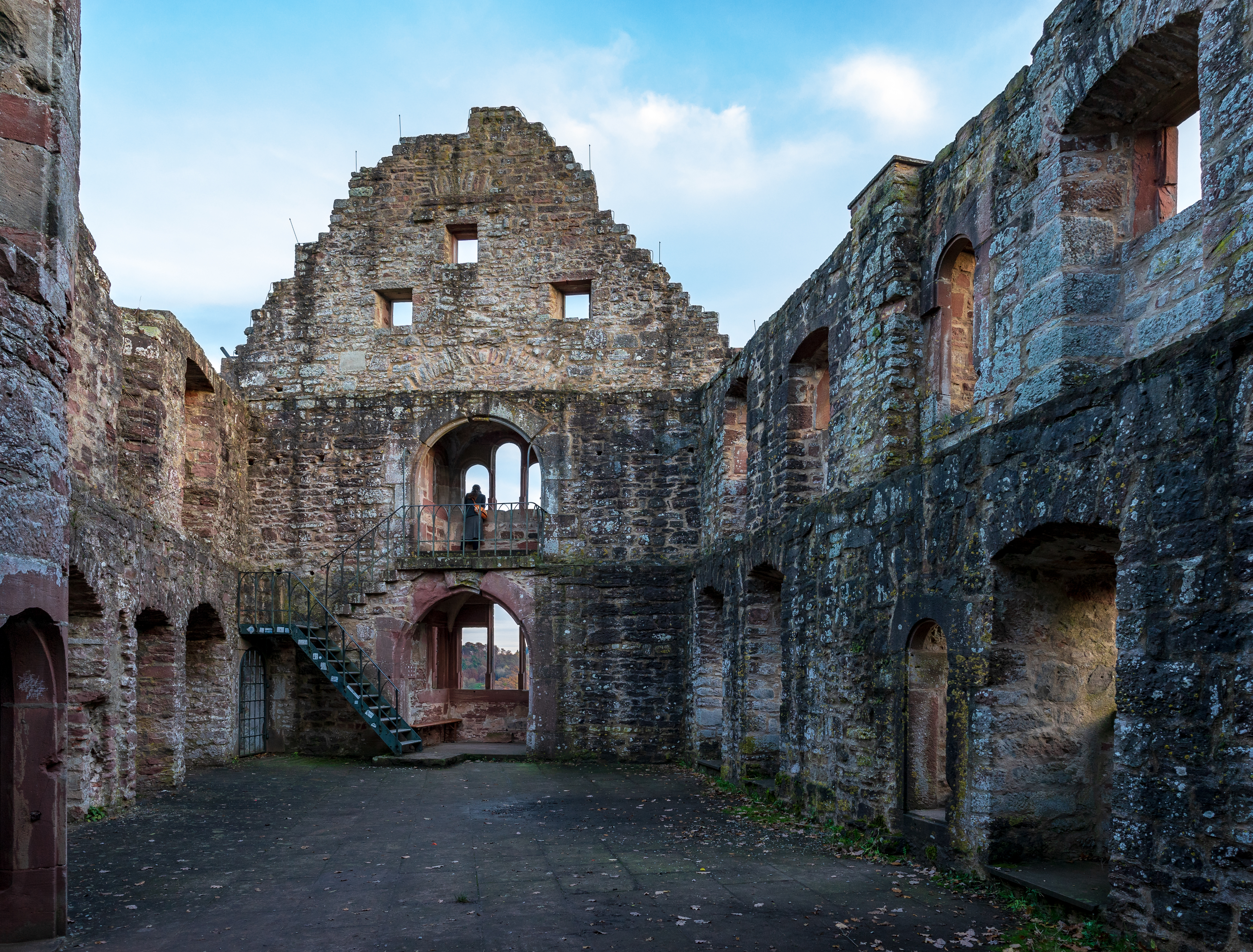
Blick in den Palas

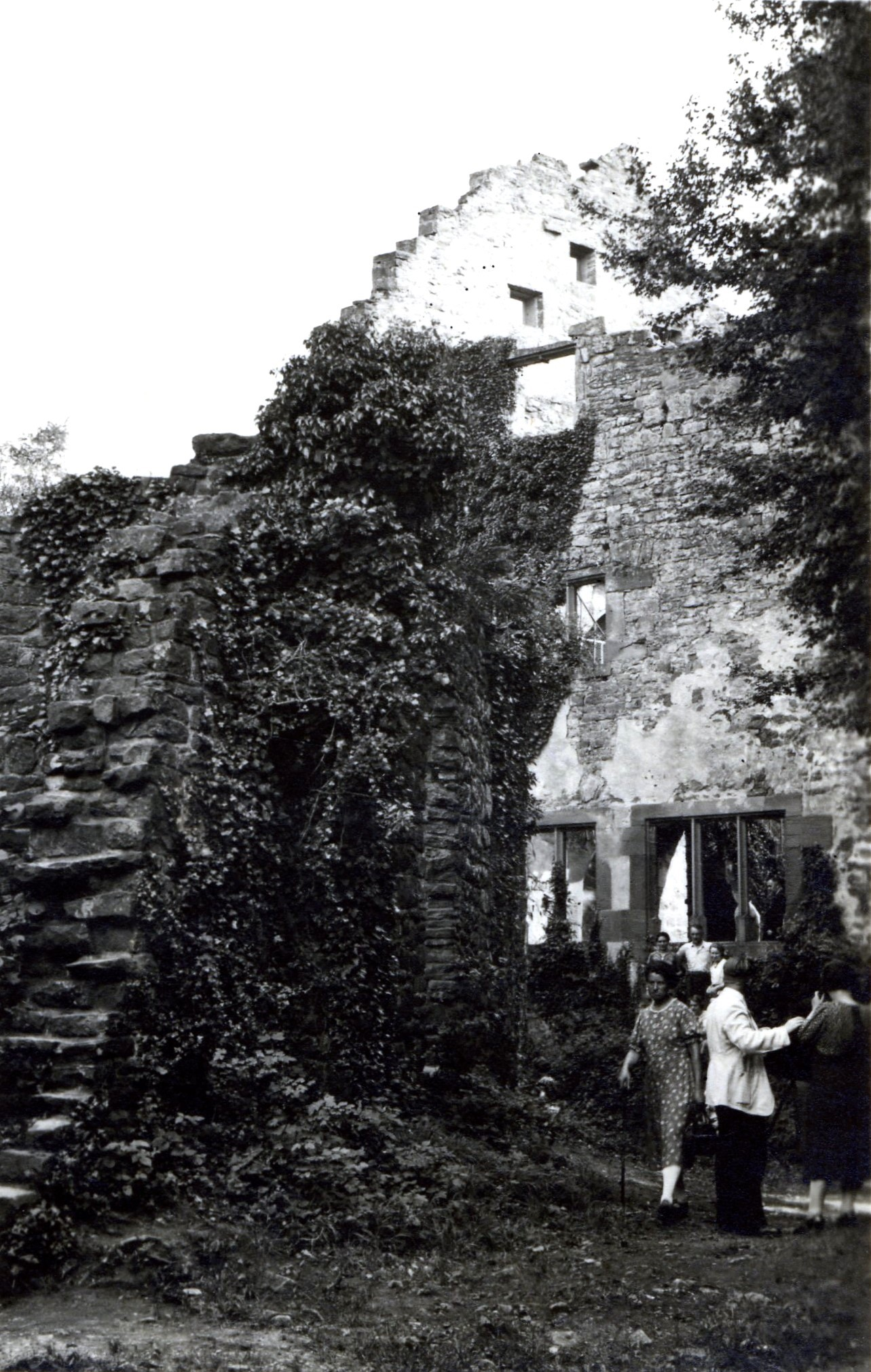
Minneburg, 1939

Die Ursprünge der Minneburg liegen im Dunkeln. Vermutlich wurde sie von staufischen Dienstmännern erbaut und ihre Entstehung ist mit der Stauferpfalz in Bad Wimpfen und anderer damit zusammenhängender Burgen im Neckartal verbunden. Ihre erste historisch gesicherte Erwähnung datiert auf das Jahr 1339, als Eberhardt Rüdt von Collenberg die Burg und die zugehörigen Ländereien, darunter die Orte Guttenbach und Neckarkatzenbach durch Heirat erwarb. Bereits 1349 verkaufte dieser sie an Ruprecht I. von der Pfalz. Die Kurpfalz verpfändete die Burg verschiedentlich an den regionalen niederen Adel, darunter auch die Herren von Gemmingen. Zum Burglehen zählte auch der nordwestlich der Burg gelegene Leidenharterhof.
1518 (oder 1521) ging die Minneburg als Erblehen an den Heidelberger Vogt Wilhelm von Habern, auf den der Umbau zur heutigen Gestalt der Kernburg mit ihrem repräsentativen Palas und die Erweiterung um die mächtige Befestigungsanlage mit Wehrtürmen sowie die Vorburg zurückgeht. Etwa ein Jahr nach der Besitzübereignung sollen zumindest Teile der Befestigungsanlage bereits fertiggestellt worden sein. Der Baumeister war ein Hans Steinmüller aus Wertheim, der in jener Zeit als Spezialist für Befestigungsanlagen in Süddeutschland sehr gefragt war.
Spätestens in diese Zeit fällt auch der Bau der Wasserversorgung. Über eine Holzleitung wurde das Wasser von einer Quelle oberhalb der Burg, über den Halsgraben, wo auch heute noch ein Stützpfeiler zu sehen ist, in das Burginnere geleitet. Eine Nische an der alten Schildmauer diente als Wasserspeicher.
Mit den Söhnen Wilhelms starb die Linie der Habern um 1600 aus und die Burg wurde zur kurpfälzischen Kellerei. Im Dreißigjährigen Krieg wurde die Burg durch Tillys Truppen belagert. Sie schossen schließlich eine Bresche in die Befestigungsanlage und am 22. März 1622 wurde die teilweise zerstörte Burg übergeben. Danach wurde sie als Steinbruch von der ansässigen Bevölkerung genutzt. Um 1648 war Johann Sigmund Seyfried verantwortlich für die Kellerei und zugleich der erste bekannte Beamte in der Funktion eines Zentgrafen für das Unteramt Schwarzach-Minneburg des Stüber Zent. Die Kellerei zog 1663 auf die benachbarte Burg Schwarzach um und behielt ihre Unteramtsbedeutung, bis die Kurpfalz 1803 größtenteils dem Großherzogtum Baden zugeschlagen wurde.
Im frühen 19. Jahrhundert war die Burgruine von dem Einsiedler Andreas Hilberle († 7. März 1819) bewohnt, der seinen Lebensunterhalt durch die Herstellung hölzerner Uhrwerke bestritt und um den sich eine erstmals 1919 veröffentlichte Sage rankt.

## Renovierungsmaßnahmen
Ende des 19. Jahrhunderts erfolgten erste Renovierungsmaßnahmen an der Ruine, die jedoch in der Folgezeit wieder verfiel. Weitere Arbeiten wurden 1910 und 1962 durchgeführt, was aus einer Inschrift und einer Steintafel innerhalb der Anlage hervorgeht (siehe Fotos). Seit etwa 1970 wird die Ruine weiter gesichert.

Galerie
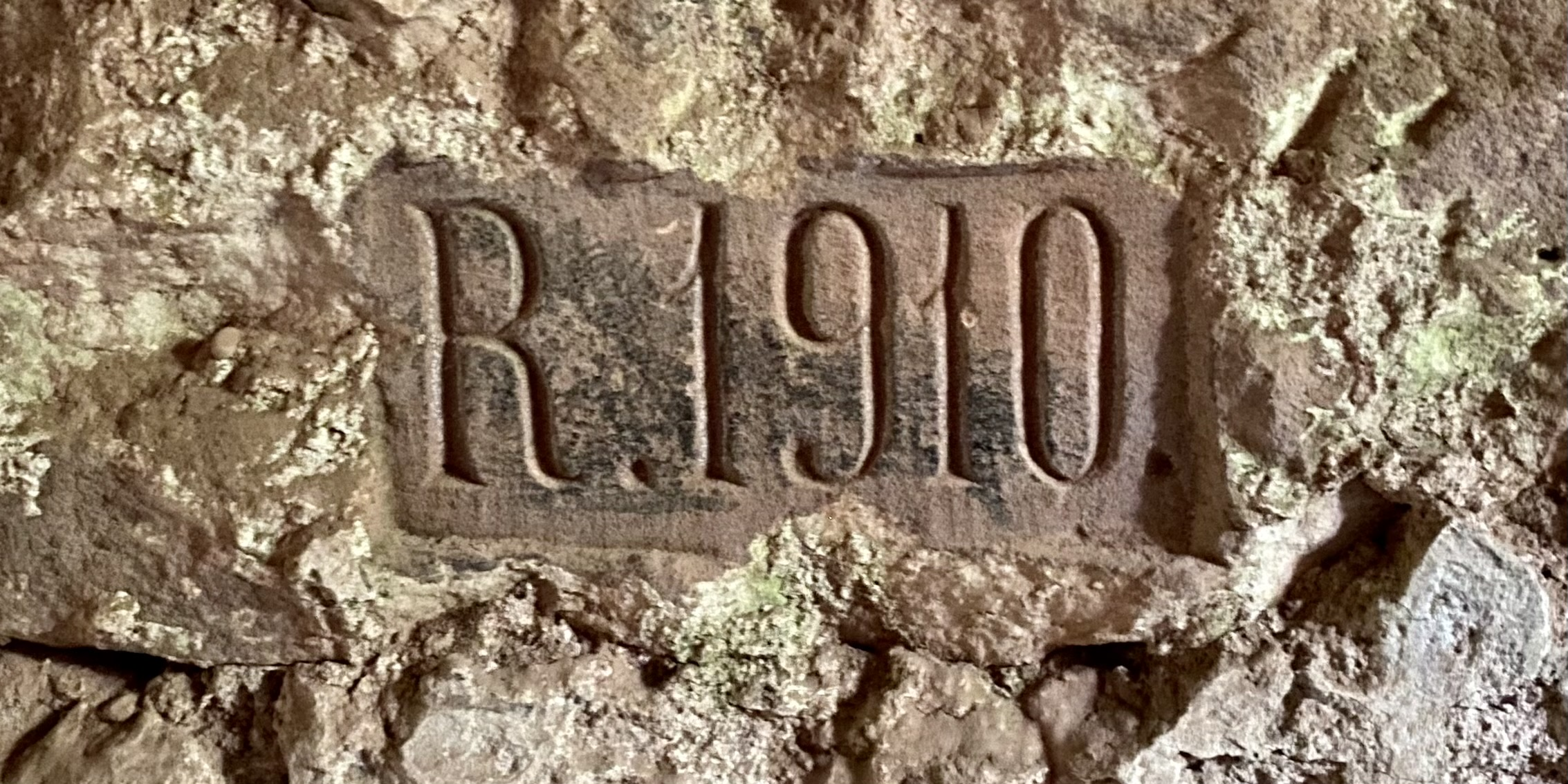
Inschrift mit der Jahreszahl 1910
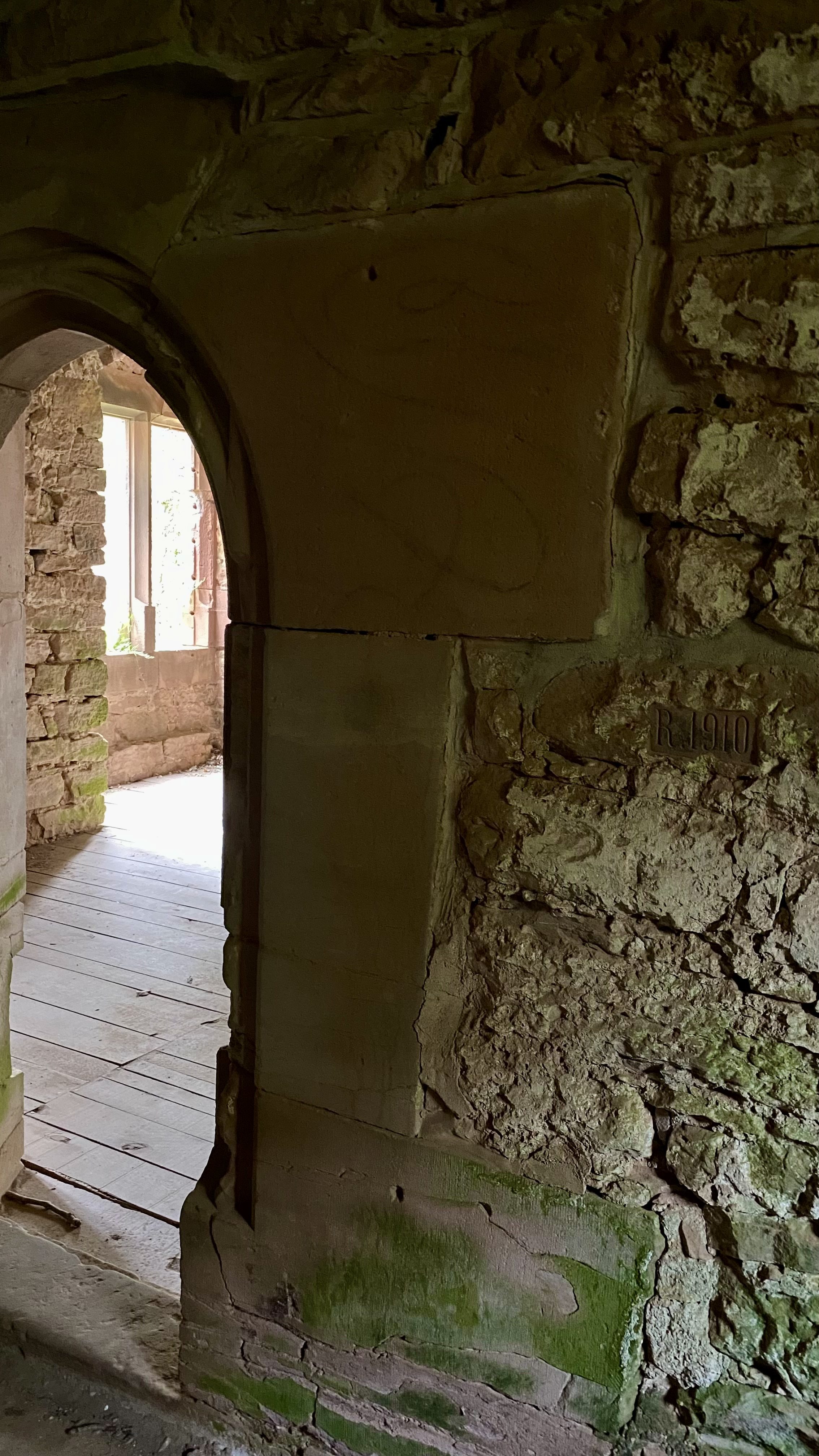
Stelle, an der die Inschrift »R.1910« zu finden ist.
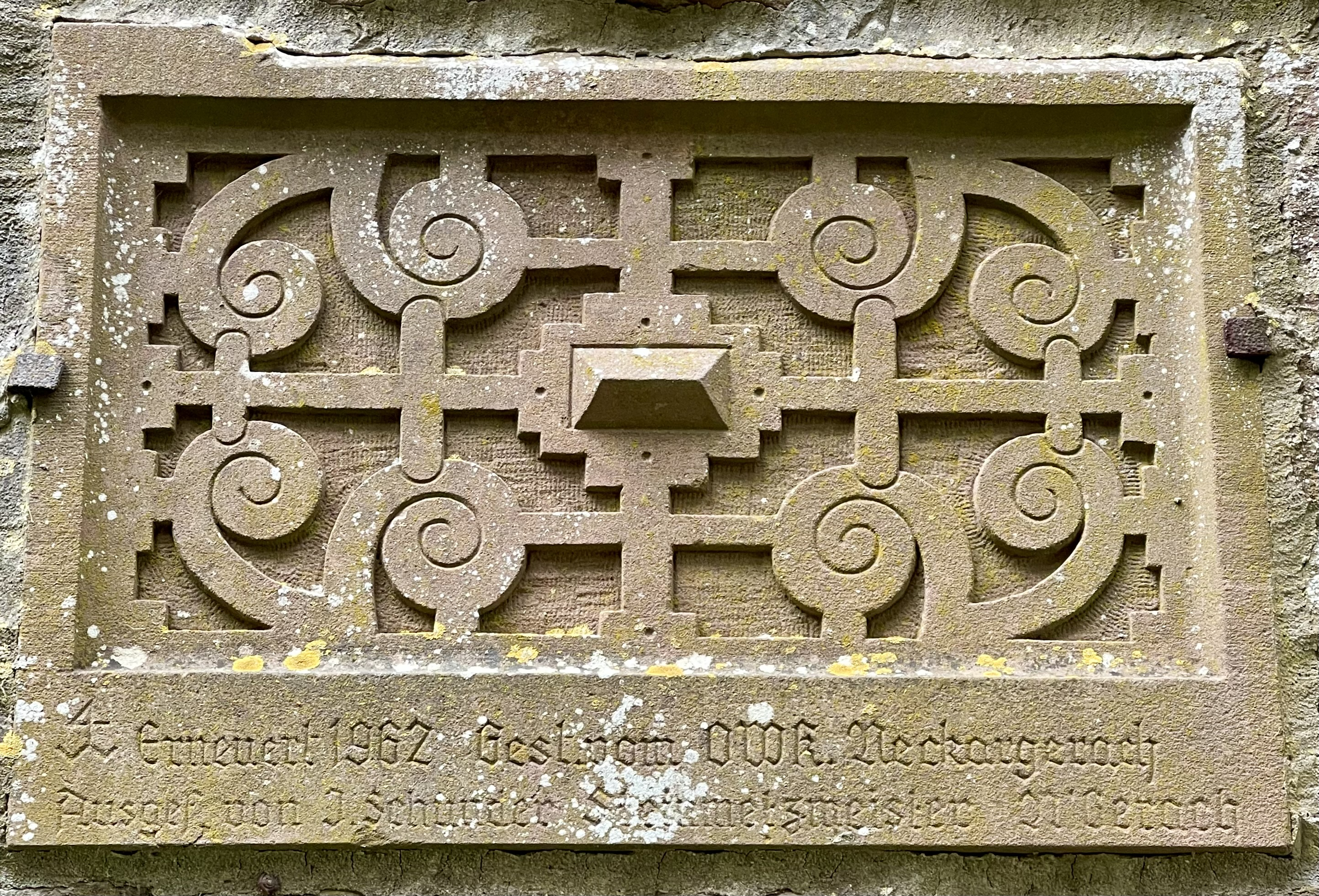
Steintafel anlässlich der Erneuerung 1962

## Anlage

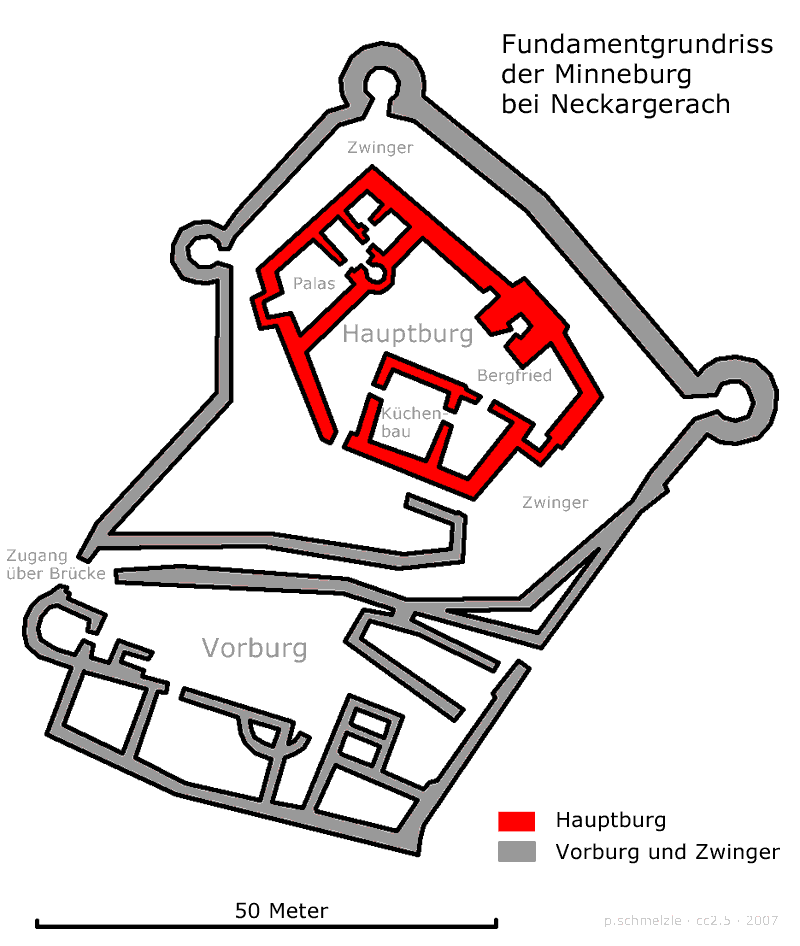
Fundamentgrundriss der Minneburg

Die Minneburg liegt auf einem Ausläufer des Schlossrückens etwa 50 Meter oberhalb des Neckartals. Südöstlich unterhalb der Burg liegt am Neckarufer der Ort Guttenbach. Direkt gegenüber der Burg auf der anderen Neckarseite liegt im Nordosten Neckargerach. Gegen den nach Nordwesten weiter ansteigenden Schlossrücken ist die Anlage durch einen Halsgraben abgetrennt.
Der älteste Teil der Anlage ist die ein unregelmäßiges Fünfeck bildende Kernburg, die aus Palas, so genanntem Küchenbau, Schildmauer und Bergfried besteht, wobei unter diesen der Bergfried vermutlich am frühesten entstanden ist. Die Schildmauer ist vom Bergfried durch eine Baufuge getrennt, so dass die Mauer entweder nach dem Bergfried entstand oder aber eine ältere, gleichzeitig mit dem Bergfried entstandene Mauer ersetzt hat. Der ursprünglich gotische Palas wurde in der Zeit der Renaissance unter Wilhelm von Habern um den Treppenturm ergänzt und mit Erkern und Ziergiebeln versehen.
Um die Kernburg herum entstand ebenfalls unter von Habern zu Beginn des 16. Jahrhunderts die massive Befestigungsanlage (Zwinger), deren Mauer bergseitig besonders hoch und dick ausgeführt wurde und die im Norden, Süden und Westen jeweils massive Geschütztürme aufweist. Talseitig entstand außerdem die großzügig angelegte Vorburg mit auf massiven steinernen Fundamenten ruhenden Wirtschaftsgebäuden. Der Zugang zur Burg erfolgte durch das südöstlich gelegene Burgtor mit Zugbrücke, durch das man zunächst in den Innenhof der Vorburg gelangt, von dem ein steil ansteigender Weg zur Kernburg führt. Obwohl die bedeutenden Erweiterungen und Umbauten erst im 16. Jahrhundert stattfanden, bot die Minneburg aufgrund der trutzigen neuen Mauern und Türme auch danach das Bild einer mittelalterlichen Burg und nicht – wie vielfach andernorts – das eines Renaissance-Schlosses.
Während heute die Vorburg bis auf wenige Mauer- und Fundamentreste fast vollständig abgetragen ist, wurden die Gebäude der Kernburg und die sie umgebenden Mauern und Geschütztürme gesichert und teilweise wiederhergestellt. Die Anlage ist öffentlich zugänglich und kann normalerweise jederzeit in vollem Umfang besichtigt werden, die Kernburg ist allerdings, auf Grund von Sicherungsarbeiten, bis auf weiteres gesperrt.

Galerie
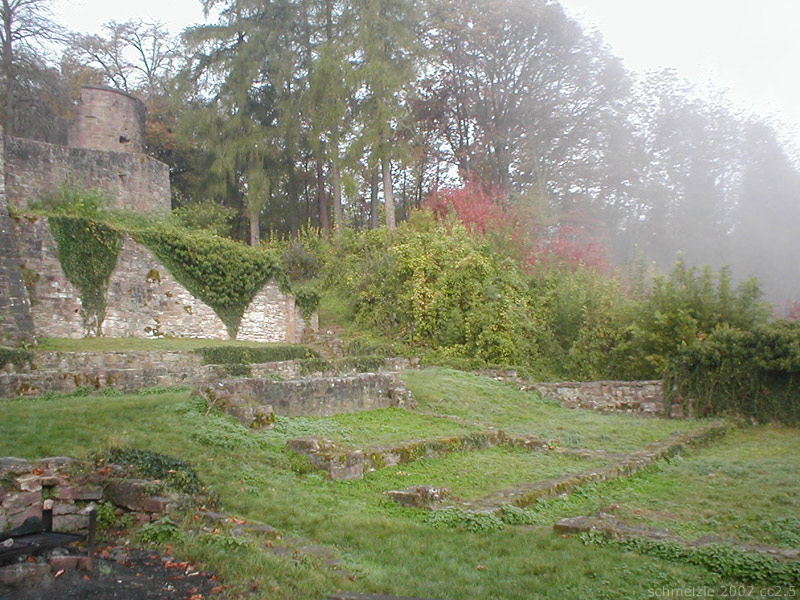
Fundamentreste der Vorburg
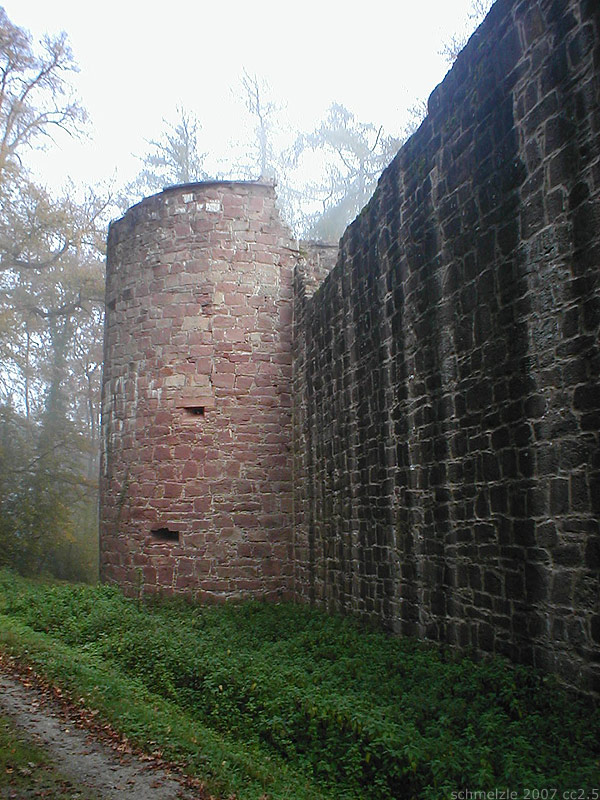
Halsgraben mit Zwingermauer und Geschützturm
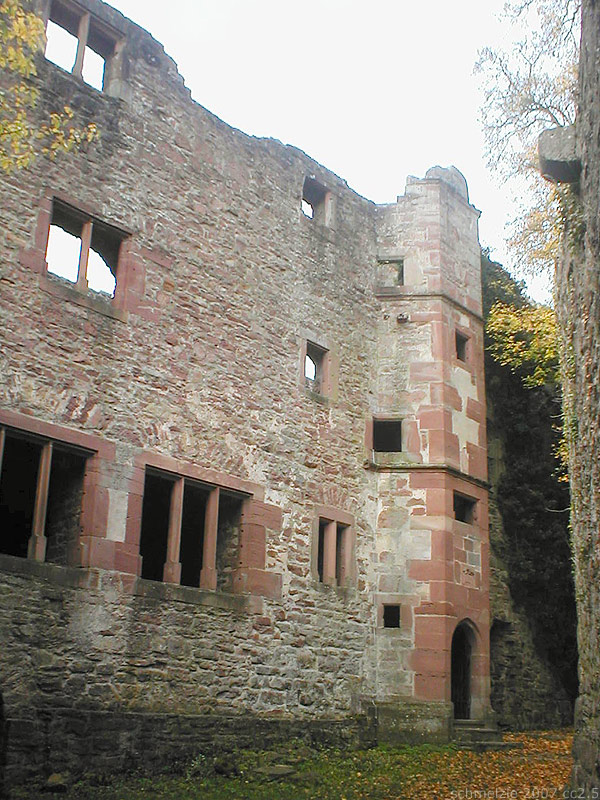
Treppenturm des Palas
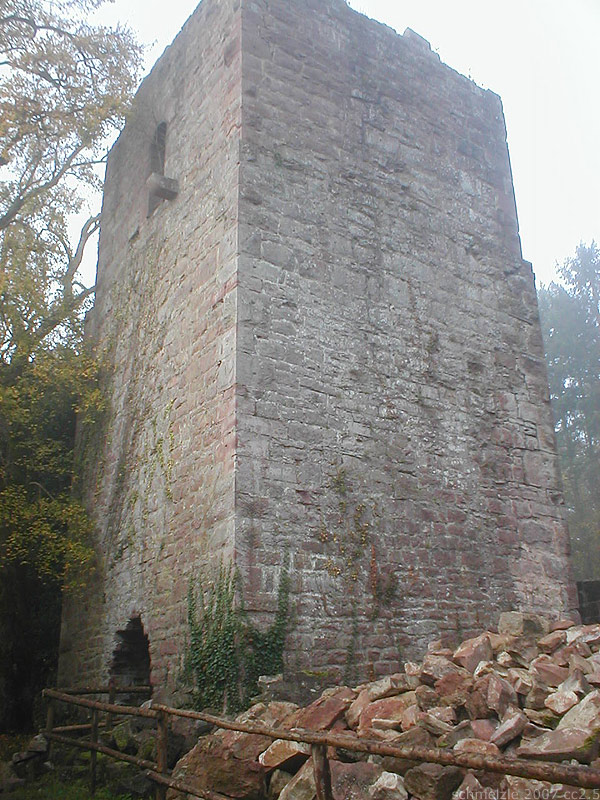
Bergfried
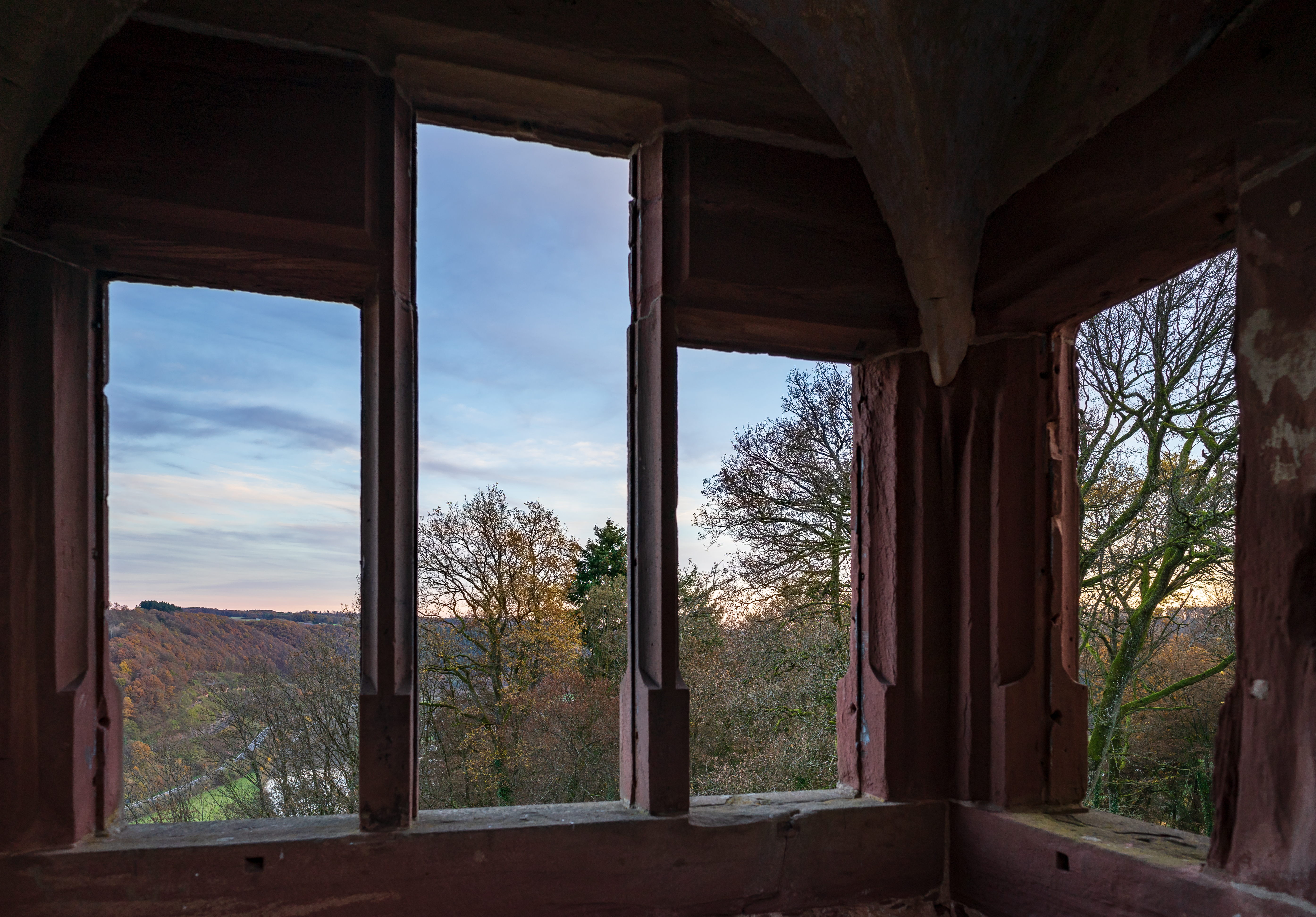
Blick aus dem Erker des Palas aufs Neckartal

## Sage

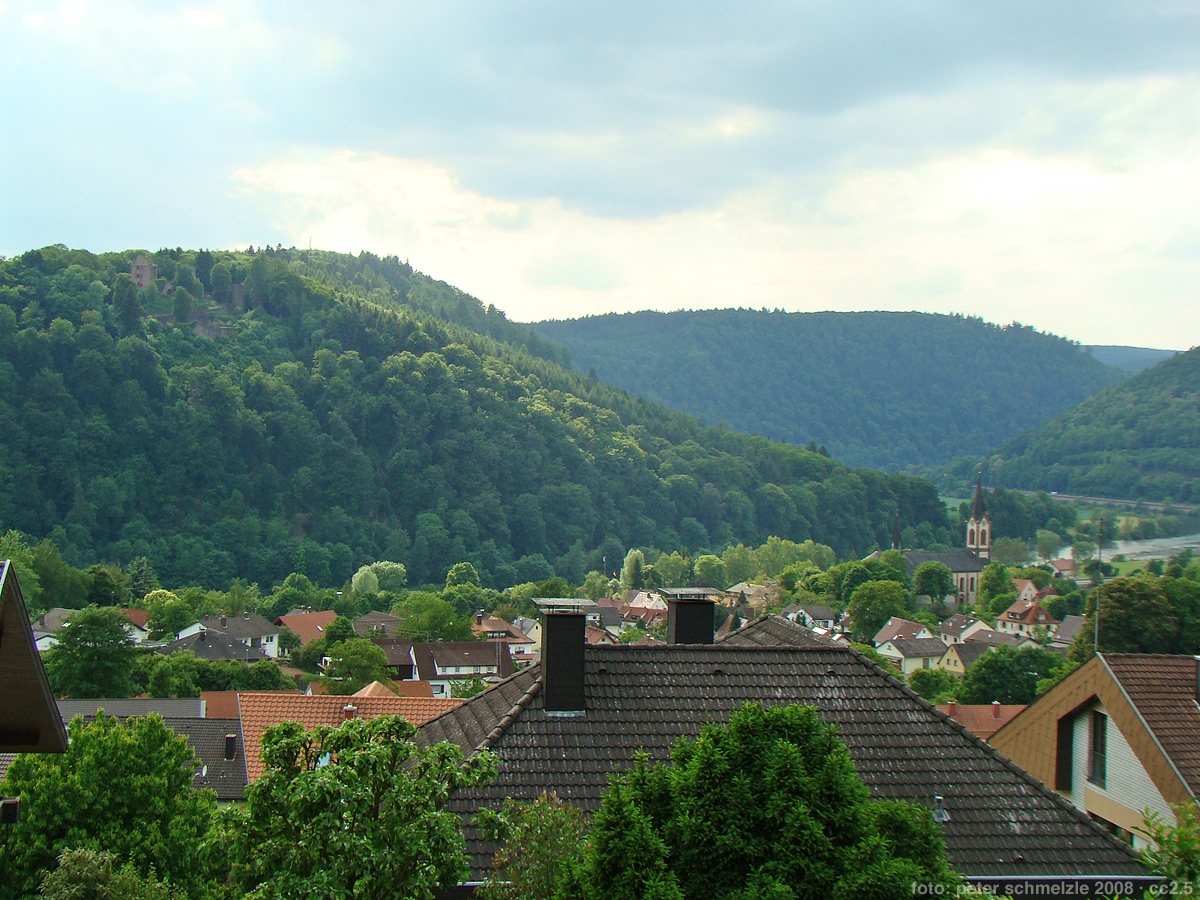
Blick von Neckargerach über das Neckartal auf die über der anderen Uferseite liegende Minneburg

Namensgeberin der Burg ist laut einer Sage Minna von Horneck. Sie sollte mit dem Grafen von Schwarzenberg verheiratet werden, flüchtete sich davor jedoch in eine Höhle in der Nähe der heutigen Minneburg, da sie den armen Ritter Edelmut von Ehrenberg liebte und auf dessen Heimkehr von einem Kreuzzug wartete. Als dieser tatsächlich zurückkehrte, lag Minna jedoch bereits im Sterben. Am Totenbett soll er die Errichtung einer Burg versprochen und dieser zum Gedenken an die große Liebe (mittelhochdeutsch: Minne) der beiden den Namen Minneburg gegeben haben.